# Intendáns
Az intendáns, más néven intéző egy tisztviselő, akinek többnyire adminisztratív hatásköre van, amelyek a jogrendszerek, az idők és a kontextus szerint változnak. Az általa irányított hivatalt intendatúrának nevezik. A királyi vagy nemesi család vagyonának kezeléséért felelős személyt is nevezhetik így.

## Története
A szót (a latin intendere = valamit irányítani) a 17. században vezették be az olasz nyelvbe, a francia intendant fordításaként, jelezve, hogy a királyi tisztviselő, más néven „királyi biztos”, akit az ancien régime-ben nagy hatalommal ruháztak fel egy óriási területre, vagyis egy vagy több tartományra kiterjedő intézkedési joggal. A szuverén uralkodó és a monarchikus központosítás eszközének helyi képviselőjeként ellátta a közrend biztosítását, valamint az igazságügyi és pénzügyi igazgatást.
Az intendáns alakja már a 18. században megjelenik a piemonti királyság törvényi szövegeiben, különösen az 1770-es királyi alkotmányban.
Funkcióját az 1806. augusztus 8-i törvénnyel vezették be a Nápolyi Királyságban: az intendáns az a tisztviselő volt, akit az uralkodó nevezett ki egy tartomány élére, a Giuseppe Bonaparte által a francia minta alapján létrehozott közigazgatási körzet élére: a tartományokat kerületekre osztották, amelyek élére alszolgabírót helyeztek. A fent említett törvény rendelkezett arról is, hogy a Belügyminisztérium intendánsa a polgári közigazgatástól, a Pénzügyminisztérium a pénzügyi igazgatástól és a Rendőrségi Minisztérium a rendőri igazgatástól függ. Más minisztériumok hatáskörébe tartozó ügyekben az intendánsokat a megfelelő miniszterek nevezték ki. 
A Két Szicília Királyságának helyreállítása után az 1816. december 8-i törvény az intendánst „a tartomány első hatóságaként” határozza meg, és megfelelő adminisztratív, polgári, katonai, rendőrségi és pénzügyi feladatokat rendel hozzá, vagy inkább a hivatalos fő összeköttetés a tartomány és a központi hatalom között.
Itália egyesítése után a „prefektus” lett az intendáns megfelelője.

## Katonai intendatúra
Katonai téren az intendatúra összetett testület, amely minden hadseregben létezik, és amelynek feladata, hogy mindent biztosítson a hadsereg csapatai számára, ami a harchoz szükséges. Több testületből áll, amelyek mindegyike egy bizonyos „szolgálatot” felügyel, és amelyeket vezérkari tisztek elnökölnek.

## Argentína
Argentínában az intendáns a nagyvárosok alkaldéje.

## Oroszország és a Szovjetunió
Az Orosz Birodalom hadseregében, majd a Szovjetunióban 1935-től kezdve a Vörös Hadseregben az intendánsok voltak azok a tisztek, akik a logisztikával és az adminisztrációval foglalkoztak.

## A művészeti életben
A kulturális intézményeket is gyakran intendatúra irányította, Magyarországon a Magyar Állami Operaház és a Nemzeti Színház munkáját 1912–25 között pl. gróf Bánffy Miklós intendáns vezetésével.

## Fordítás
Ez a szócikk részben vagy egészben  az   Intendente című olasz Wikipédia-szócikk ezen változatának fordításán alapul.  Az eredeti cikk szerkesztőit annak laptörténete sorolja fel. Ez a jelzés csupán a megfogalmazás eredetét és a szerzői jogokat jelzi, nem szolgál a cikkben szereplő információk forrásmegjelöléseként.

## Bibliográfia
- Adriana Petracchi, Le origini dell'ordinamento comunale e provinciale italiano, Neri Pozza Ed, Velence, 1962, második kotet, 1. dokumentum
- Niccolò Jeno’Coronei, Dizionario demaniale-amministrativo: per lo regno delle Due Sicilie. Bari: Fratelli G. & D. Cannone, 1847, 38. és következő oldalak